# Bobby Blake
Pour les articles homonymes, voir Blake.
Bobby Blake, de son vrai nom Edgar Gaines, né le 11 août 1957 à Memphis dans le Tennessee, est un ancien acteur de films pornographiques gais, principalement connu pour ses rôles actifs, devenu ancien dans une église baptiste.

## Biographie
Bobby Blake a grandi dans le Tennessee, avant de partir à Los Angeles dans les années 1980 et d'y travailler comme danseur érotique. Sur les conseils d'un ami, il est allé dans un sex club gay appartenant à l'acteur pornographique Paul Hanson. Impressionné par la prestation de Blake, Hanson l'a recommandé à des producteurs de films pour adultes. En 1996, il a tourné dans son premier film, Ebony Knights.
Connu pour avoir travaillé avec les plus grands noms, des légendes, des vétérans tels que Gene Lamar ou JC Carter, Blake est apparu dans plus d'une centaine de films, incarnant des rôles d'actifs agressifs et dominateurs.

### Ministère
Bobby Blake s'est retiré de l'industrie pornographique en 2000 et est devenu ancien à l’Église baptiste du Tabernacle d'Atlanta ,. Il a publié en 2008 son autobiographie, My Life in Porn.

## Vie personnelle
Blake a été en couple avec Flex-Deon Blake des années 1990 jusqu’au décès de ce dernier en 2021.

## Récompenses
- 2009 : Blatino Erotica Awards